# Medveje Vușko
Medveje Vușko (în ucraineană Медвеже Вушко) este o comună în raionul Vinnîțea, regiunea Vinnița, Ucraina, formată numai din satul de reședință.

## Demografie
Componența lingvistică a satului Medveje Vușko
     Ucraineană (97,38%)
     Rusă (2,4%)
     Alte limbi (0,17%)
Conform recensământului din 2001, majoritatea populației satului Medveje Vușko era vorbitoare de ucraineană (97,38%), existând în minoritate și vorbitori de rusă (2,4%).